# Ross Wallace
Ross Wallace (Dundee, 23 mei 1985) is een Schots betaald voetballer die bij voorkeur als middenvelder speelt. In 2009 debuteerde hij in het Schots voetbalelftal.

## Clubcarrière

### Celtic
Wallace tekende in mei 2003 een vierjarig contract bij Celtic. In zijn debuutseizoen kwam hij tot één wedstrijd in de Scottish League Cup. Zijn eerste doelpunt maakte hij op 8 november 2003, in een met 5–0 gewonnen wedstrijd tegen Dunfermline Athletic. In het seizoen 2006/07 werd na vijf wedstrijden, waarvan hij er twee speelde, duidelijk dat hij verder niet voorkwam in de plannen van de coach van Celtic. Hij mocht vertrekken naar een andere club.

### Sunderland
Wallace ging vervolgens op stage bij Birmingham City, maar tekende daarna bij Sunderland, evenals met zijn teamgenoot bij Celtic, Stanislav Varga. Zijn debuut volgde op 9 september 2006, toen hij met Sunderland op bezoek ging bij Derby County. In deze wedstrijd maakte hij in de 64ste minuut het winnende doelpunt, waardoor Sunderland met 1–2 won. Hij werd een vaste waarde in het elftal en in zijn eerste seizoen werd Wallace meteen kampioen in de Championship met Sunderland, waardoor de club promoveerde naar de Premier League. Zijn Premier League-debuut maakte hij meteen in de eerste speelronde, thuis tegen Tottenham Hotspur. De wedstrijd werd met 1–0 gewonnen mede dankzij een assist van Wallace. Halverwege het seizoen scheurde hij zijn kruisband en raakte hij tot en met de op een na laatste wedstrijd van het seizoen uit de roulatie. De laatste wedstrijd van het seizoen tegen Arsenal speelde hij nog wel mee, maar hij kon een 0–1 nederlaag niet voorkomen.

### Preston North End
In de zomertransfer periode weigerde Wallace een aanbod van Preston North End, zodat hij kon vechten voor zijn plek bij Sunderland. Na de transfers van verschillende spelers naar Sunderland vertelde Roy Keane hem dat hij beter naar een andere club kon gaan, omdat hij gedaald was in de pikorde. Hierna tekende hij een eenjarig huurcontract bij Preston North End, dat een optie kreeg om hem definitief over te nemen aan het einde van het seizoen. Nadat hij de eerste twee wedstrijden op de bank zat, kwam het in de derde competitie wedstrijd tot een debuut, tegen Sheffield Wednesday (1–1). Hij mocht in de 55ste minuut invallen voor Barry Nicholson. Twee maanden later scoorde hij zijn eerste doelpunt voor Preston, in een 2–0-zege op Watford. Op 12 januari 2009 tekende hij een contract voor 4,5 jaar bij Preston. In zijn eerste seizoen kwam hij tot 39 competitiewedstrijden, waarin hij vijf keer scoorde en negentien keer een assist gaf. In zijn tweede seizoen wist hij twee keer meer te scoren en leverde hij zeven assists.

### Burnley
Op 2 juli 2010 transfereerde Wallace voor een onbekend bedrag van Preston naar Burnley en ondertekende daar een driejarig contract. Hij werd door Brian Laws, de toenmalige trainer van Burnley, omschreven als "een van de beste links spelende voetballers van de Championship". Bij de eerste officiële wedstrijd van het nieuwe seizoen van Burnley maakte hij meteen zijn debuut en mocht hij gelijk 90 minuten spelen. Deze wedstrijd was tegen Nottingham Forest en werd met 1–0 gewonnen. Veertien dagen na zijn debuut maakte hij zijn eerste doelpunt en gaf hij zijn eerste assist voor Burnley.

### Sheffield Wednesday
Nadat Wallace zijn het contract was afgelopen bij Burnley kon hij transfervrij vertrekken. Op 10 juli 2015 werd bekendgemaakt dat hij een eenjarig contract getekend had bij Sheffield Wednesday. Op 8 augustus debuteerde hij vervolgens voor Sheffield Wednesday in de competitiewedstrijd tegen Bristol City. Hij begon in de basis en was met een assist op Lewis McGugan meteen belangrijk voor Sheffield Wednesday, dat de wedstrijd met 2-0 won. Echter werd hij wel in de 83ste minuut vervangen door Kieran Lee. Zijn eerste doelpunt voor Sheffield Wednesday maakte hij één week na zijn officiële debuut. Hij schoot zijn ploeg uit bij Ipswich Town in de negentiende minuut op 0-1. Ondanks zijn doelpunt eindigde de wedstrijd in een 2-1 verlies voor Sheffield Wednesday.

## Interlandcarrière
Nadat Wallace voor verschillende nationale jeugdelftallen was uitgekomen, maakte hij op 10 oktober 2009 zijn debuut in het nationale elftal van Schotland. Hij deed dit in een wedstrijd die met 2–0 verloren ging tegen Japan. Hij speelde de eerste helft van deze wedstrijd.
| Interlands van Ross Wallace voor Schotland | Interlands van Ross Wallace voor Schotland | Interlands van Ross Wallace voor Schotland | Interlands van Ross Wallace voor Schotland | Interlands van Ross Wallace voor Schotland | Interlands van Ross Wallace voor Schotland |
| No.                                        | Datum                                      | Wedstrijd                                  | Uitslag                                    | Competitie                                 | Goals                                      |
| Als speler van Preston North End           | Als speler van Preston North End           | Als speler van Preston North End           | Als speler van Preston North End           | Als speler van Preston North End           | Als speler van Preston North End           |
| ------------------------------------------ | ------------------------------------------ | ------------------------------------------ | ------------------------------------------ | ------------------------------------------ | ------------------------------------------ |
| 1.                                         | 10 oktober 2009                            | Japan – Schotland                          | 2 – 0                                      | Vriendschappelijk                          | 0                                          |

Bijgewerkt t/m 10 oktober 2009

## Carrièrestatistieken
| Seizoen         | Club                |                    | Competitie              | Competitie | Competitie | Beker | Beker | League Cup | League Cup | Internationaal | Internationaal | Overig | Overig | Totaal | Totaal |
| Seizoen         | Club                | Wed.               | Competitie              | Dlp.       | Wed.       | Dlp.  | Wed.  | Dlp.       | Wed.       | Dlp.           | Wed.           | Dlp.   | Wed.   | Dlp.   |        |
| --------------- | ------------------- | ------------------ | ----------------------- | ---------- | ---------- | ----- | ----- | ---------- | ---------- | -------------- | -------------- | ------ | ------ | ------ | ------ |
| 2002/03         | Celtic              | Vlag van Schotland | Scottish Premier League | 0          | 0          | 0     | 0     | 1          | 0          | —              | —              | —      | —      | 1      | 0      |
| 2003/04         | Celtic              | Vlag van Schotland | Scottish Premier League | 8          | 1          | 2     | 0     | 1          | 0          | 3              | 0              | —      | —      | 14     | 1      |
| 2004/05         | Celtic              | Vlag van Schotland | Scottish Premier League | 16         | 0          | 1     | 0     | 1          | 3          | 3              | 0              | —      | —      | 21     | 3      |
| 2005/06         | Celtic              | Vlag van Schotland | Scottish Premier League | 11         | 0          | 1     | 0     | 1          | 0          | 1              | 0              | —      | —      | 14     | 0      |
| 2006/07         | Celtic              | Vlag van Schotland | Scottish Premier League | 2          | 0          | 0     | 0     | 0          | 0          | 0              | 0              | —      | —      | 2      | 0      |
| Club totaal     | Club totaal         | Club totaal        | Club totaal             | 37         | 1          | 4     | 0     | 4          | 3          | 7              | 0              | 0      | 0      | 52     | 4      |
| 2006/07         | Sunderland          | Vlag van Engeland  | Championship            | 32         | 6          | 1     | 0     | 0          | 0          | —              | —              | —      | —      | 33     | 1      |
| 2007/08         | Sunderland          | Vlag van Engeland  | Premier League          | 21         | 2          | 0     | 0     | 1          | 0          | —              | —              | —      | —      | 22     | 2      |
| Club totaal     | Club totaal         | Club totaal        | Club totaal             | 53         | 8          | 1     | 0     | 1          | 0          | 0              | 0              | 0      | 0      | 55     | 8      |
| 2008/09         | → Preston North End | Vlag van Engeland  | Championship            | 23         | 3          | 1     | 0     | 2          | 0          | —              | —              | —      | —      | 26     | 3      |
| 2008/09         | Preston North End   | Vlag van Engeland  | Championship            | 16         | 2          | 0     | 0     | 0          | 0          | —              | —              | 2      | 0      | 18     | 2      |
| 2009/10         | Preston North End   | Vlag van Engeland  | Championship            | 41         | 7          | 2     | 0     | 2          | 0          | —              | —              | —      | —      | 45     | 7      |
| Club totaal     | Club totaal         | Club totaal        | Club totaal             | 80         | 12         | 3     | 0     | 4          | 0          | 0              | 0              | 2      | 0      | 89     | 12     |
| 2010/11         | Burnley             | Vlag van Engeland  | Championship            | 40         | 3          | 2     | 0     | 1          | 0          | —              | —              | —      | —      | 43     | 3      |
| 2011/12         | Burnley             | Vlag van Engeland  | Championship            | 44         | 5          | 1     | 0     | 4          | 1          | —              | —              | —      | —      | 49     | 6      |
| 2012/13         | Burnley             | Vlag van Engeland  | Championship            | 36         | 3          | 1     | 0     | 3          | 0          | —              | —              | —      | —      | 40     | 3      |
| 2013/14         | Burnley             | Vlag van Engeland  | Championship            | 14         | 0          | 0     | 0     | 1          | 0          | —              | —              | —      | —      | 15     | 0      |
| 2014/15         | Burnley             | Vlag van Engeland  | Premier League          | 15         | 1          | 2     | 1     | 1          | 0          | —              | —              | —      | —      | 18     | 2      |
| Club totaal     | Club totaal         | Club totaal        | Club totaal             | 149        | 12         | 6     | 1     | 10         | 1          | 0              | 0              | 0      | 0      | 165    | 14     |
| 2015/16         | Sheffield Wednesday | Vlag van Engeland  | Championship            | 40         | 3          | 2     | 0     | 3          | 1          | —              | —              | 3      | 2      | 48     | 6      |
| 2016/17         | Sheffield Wednesday | Vlag van Engeland  | Championship            | 41         | 5          | 1     | 0     | 1          | 0          | —              | —              | 2      | 0      | 45     | 5      |
| 2017/18         | Sheffield Wednesday | Vlag van Engeland  | Championship            | 6          | 0          | 0     | 0     | 2          | 0          | —              | —              | —      | —      | 8      | 0      |
| Club totaal     | Club totaal         | Club totaal        | Club totaal             | 87         | 8          | 3     | 0     | 6          | 1          | 0              | 0              | 5      | 0      | 101    | 11     |
| Carrière totaal | Carrière totaal     | Carrière totaal    | Carrière totaal         | 406        | 41         | 17    | 1     | 25         | 5          | 7              | 0              | 7      | 2      | 462    | 49     |

Bijgewerkt t/m 12 september 2017

## Erelijst

### Met Celtic
| Nationaal            |    |                  |
| Schots landskampioen | 2× | 2003/04, 2005/06 |
| Schotse beker        | 1× | 2003/04, 2004/05 |
| Schotse League Cup   | 1× | 2005/06          |

### Met Sunderland
| Nationaal    |    |         |
| Championship | 1× | 2006/07 |